# Zeppelin LZ 1

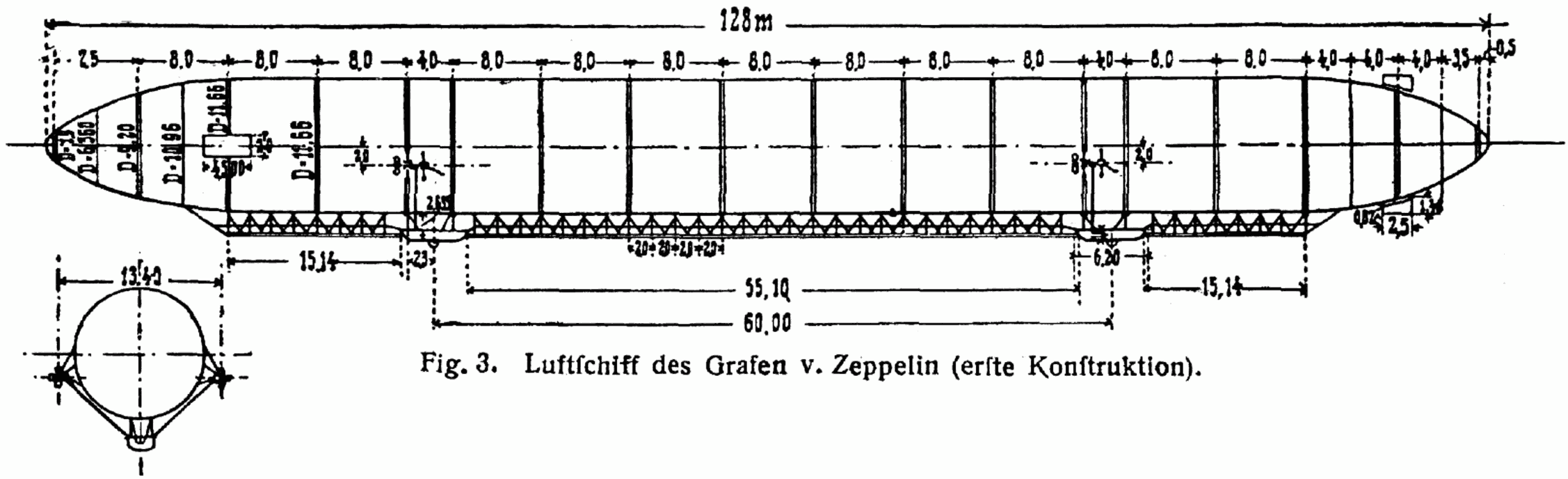

LZ 1 — опытный дирижабль типа Цеппелин, первый в мире дирижабль жесткого типа.

## Каркас

### Общие характеристики
Длина — 128 м; диаметр — 11,7 м; площадь миделя — 36,7 м²; объём — 11298 м3; материал каркаса — алюминий.
Средняя часть: длина — 96 м, цилиндрическая форма. Носовая и кормовая части: длина — 16 м, одинаковые по внешнему виду; форма дирижабля — сигарообразная.
Относительное удлинение — 10,98.

### Корпус
24-гранный цилиндр с эллипсовидными окончаниями; обтянут хлопчатобумажной тканью (плотность ткани — 106 г/м²), покрытой лаком «баллолином» (защита оболочки от атмосферного воздействия).

### Устройство корпуса
Кольцеобразные поперечные силовые элементы (шпангоуты) соединяются продольными балками (стрингерами), идущими от носа до кормы. Шпангоуты, расчаленные внутри посредством тросов, образуют поперечные перегородки, которые делят всю внутреннюю плоскость каркаса на 17 отсеков (15 отсеков длиной по 8 м; 2 отсека длиной 4 м) с баллонами (11300 м³ водорода).
Каркас покрыт сетью расчалок, идущих в диагональных направлениях между стрингерами и шпангоутами.

### Баллоны
Форма — шарообразные. Материал — однослойная хлопчатобумажная прорезиненная ткань, пропитанная для уменьшения газопроницаемости лаком.
Каждый баллон имеет предохранительный клапан (диаметр — 660 мм, вес — 1,4 кг).
Дополнительно установлено 5 клапанов для маневрирования (выпуск газа при спуске); управляются из гондолы посредством тросов, проходящих по проложенным внутри корпуса алюминиевым трубам, и системы роликов; диаметр — 400 мм, скорость выпуска газа — 4—5 м³ в секунду.

## Двигатель

### Общие характеристики
Изготовитель — «Даймлер»; количество моторов — 2; мощность — 14,7 л.с.; вес — 420 кг. Охлаждение — водяное. Вода для охлаждения проходит через холодильные трубы, затем с помощью насосов возвращается обратно в двигатели.
Расположение — в небольших открытых гондолах (под носовой и кормовой частью).

### Воздушные винты
Каждый двигатель вращает по 2 алюминиевых воздушных винта, укрепленных на металлических рамах по бортам дирижабля несколько ниже продольной оси.
Передние винты — четырехлопастные (диаметр — 1,15 м); задние винты — трехлопастные (диаметр — 1,25 м). Передача от моторов к винтам — посредством зубчатых колес.

## Управление
2 пары рулей направления: в носовой части (рули поворота) и корме (рули высоты, площадь — 9 м²). Все рули управляются из передней гондолы с помощью рычага (рычаг вперед — рули вправо; рычаг назад — рули влево).

## Гондолы
Количество гондол — 2; материал — алюминий.
Длина — 6,2 м, ширина — 1,8 м, высота — 1 м. Вес пустых гондол — 220 кг.
Расположение — снизу под корпусом на расстоянии 3 м от него и 32 м от каждого из концов. Соединяются мостиком (длина — 50 м, ширина — 0,8 м), жестко укрепленным под каркасом посредством четырех штанг и четырех подкосов. [После первого полета мостик был заменен алюминиевой решеткой для более устойчивого соединения.]
Под мостиком на тросах был подвешен подвижный свинцовый сигарообразный балласт (масса — 100 кг; для изменения дифферента — мог передвигаться на 7 м в каждую сторону от центральной оси. [В дальнейшем от балласта отказались ввиду неэффективности.]

## Полеты

### 1-й полет
2 июля 1900 года, Боденское озеро, 5 чел. Во время полета обнаружены значительные прогибы ферм (до 250 мм) ввиду их недостаточной ширины. Соединительный мостик прогнулся, сдвинул с места гондолы и рамы с винтами — это привело к снижению скорости до 15 км/ч; кроме того и при посадке получены легкие повреждения. Время нахождения в воздухе — 18 мин.

### 2-й и 3-й полеты
- 17 октября 1900 года — после ремонта.
- 21 октября 1900 года — достигнута высота 400 м, скорость — 28,1 км/ч.

Общая продолжительность всех трех полетов — 121 мин.

## Оценка и последствия проекта
1. Первый в мире жесткий дирижабль — опередил своё время
2. Благодаря удачным 2-й и 3-й полетам, удалось привлечь инвесторов к проекту. Военное министерство также заинтересовалось цеппелином и начало склонятся к выбору дирижаблей жесткого типа (Парсеваль, Гросс).